# 宮本武藏
宮本武藏（日语：〔〕／ Miyamoto Musashi，1584年—1645年6月13日），日本江戶時代初期的劍術家、兵法家、藝術家。他是二天一流劍術的始祖，以「二刀流」劍術聞名於世。
關於宮本武藏的名稱，其本姓為藤原，慣常使用的宮本、新免則為其氏；幼名辨助或辨之助（日语：〔〕／），名諱玄信，通稱武藏，號二天、二天道樂。在其著作『五輪書』中以署名（叫新免武蔵時的「武藏」日語發音為Takezou，而非Musashi）；而在他親筆寫給有馬直純及松井興長的書信上則署名「宮本武藏玄信」，長岡佐渡守書狀中有「二天」這個稱號。而熊本市削弓的墓碑上寫有新免武藏居士，養子伊織在武藏逝世之後9年建立《新免武藏玄信二天居士碑》（小倉碑文）標明「播州赤松末流新免武藏玄信二天居士」。死後71年後《本朝武藝小傳》以「政名」的名字介紹。自此所引用的系圖及傳記、武藏供養塔的介紹以及武藏的小說，多數使用「政名」的名字，二天一流門弟及宮本家史料等，沒有使用「政名」的名字。
宮本武藏在京都與兵法名宿吉岡家族的對決，和巖流島與巖流兵法家的決鬥故事，至今成為許多小說、時代劇、電影、乃至電視連續劇（歷史電視劇）等發揮的題材，並聞名於世。其自著《五輪書》亦為現代日本人在哲學、經營、乃至運動各方面的指導書籍，在世界各地也有諸多翻譯版本與喜好讀者。惟武藏真實的歷史事蹟，諸如和吉岡、巖流的對決等，往往留存數種不同的記載，難以考訂孰是孰非。一如小和田哲男(監修)、久保田英一著作的《発掘!武蔵&小次郎》所言，宮本武藏其中一項特別之處，在於史料「既少又多」。武藏並沒有傳統歷史聚焦的政治、軍事上的重要性，相關史料自然有限，以致武藏的生平至今仍有許多空白和爭議。然而相較於其他與武藏身分地位相近的人物來說，武藏的史料卻又異常豐富，足為武藏的一生描繪出粗略而大體可信的輪廓。
武藏亦是知名的水墨畫家及工藝家，其傳世的文藝作品，如『鵜圖』、『枯木鳴鵙圖』、『紅梅鳩圖』、以及『正面達摩圖』、『盧葉達摩圖』、『盧雁圖屏風』、『野馬圖』...等水墨畫、以及馬鞍、木刀、工藝作品都為日本國家指定的重要文化財產。

## 出身

### 出生年
從著作《五輪書》的序文中記載「年六十」推算，五輪書完成年間為寬永20年(1643年)10月10日，武藏應為天正12年(1584年)所生。

### 出生地
出生於播磨國（今兵庫縣）。（著作《五輪書》序文記載）

## 生平

### 青少年時期
在《五輪書》中，武藏自述在13歲初次決鬥戰勝了「新當流」的有馬喜兵衛，16歲擊敗但馬國剛強的兵法家秋山。
慶長5年（1600年）宮本武藏自稱隸屬於宇喜多秀家的新免氏武士，以西軍身分參加了關原之戰；然而從黑田家之文書（《慶長7年・同9年黑田藩分限帖》）記載著武藏父親新免無二在關原之戰以前是在東軍的黑田家仕官，因此在關原之戰中武藏也很有可能同父親一起侍奉當時豐臣家的黑田孝高，在九州作戰。

### 劍客時期
武藏自述從13歲到29歲，決鬥60餘次，沒有一次失手。
《五輪書》記載，武藏「21歲赴京都，與天下之兵法家交手數次，沒有一次不成功的」。從天正12年（1584年）武藏出生推算的話，赴京應是慶長9年（1604年）。在『新免武藏玄信二天居士碑』（小倉碑文）記載「扶桑第一之兵術吉岡」，應是指吉岡流一門。武蔵與吉岡兄弟決鬥的故事，在各文藝作品間廣傳至今。武藏一系的傳人對這段對決的記載雖然彼此有些出入，但大致都說武藏先戰勝門主吉岡清十郎、再擊殺其弟傳七郎，最後面對吉岡全員圍剿，仍然在斬殺了吉岡的少主後全身而退，吉岡一門也因此斷絕。然而非武藏系的文獻，從與武藏比試的人究竟是誰、到究竟比了幾場，都有不同的記載。比試的結果，也有雙方平手，或是初戰平手、再約戰時武藏沒有赴約(吉岡不戰而勝)等不同說法。吉岡本有經營染料的副業，也有史料稱吉岡一門只是在政爭失利後轉而專營染料生意，並直到明治時代都享有商譽。1600年是關原會戰的西軍一位參戰武士，但西軍卻戰敗，導致宮本開始流浪全日本，並面臨各地武士追砍挑戰，卻多由宮本戰勝。
慶長10年(1605年)，武藏與奈良奧藏院的槍法高手比試。奧藏院傳承了知名的寶藏院槍術。是戰，武藏雖佔上風，但最後未分勝負雙方就停手罷鬥。這在武藏三十歲前的決鬥中是很罕見的。和年輕時期的武藏交手的人，幾乎非死即傷。小說故事中武藏得益於寶藏院胤榮的指導，並與胤榮的弟子胤舜決鬥，為小說創作。胤舜名義上為胤榮的弟子，實為再傳弟子，當時年紀還小。
慶長11年(1606年)，武藏於伊賀與鎖鐮名家宍戸(名不詳)決鬥，武藏以二刀流應戰，最後擲出左手的短刀刺入宍戸的胸口，擊殺對手獲勝。
慶長13年前後，武藏前往江戶。13年，兩名柳生新陰流的劍客，大瀬戸隼人與辻風左馬助，向武藏挑戰，結果一死一傷。
慶長13年到17年之間，武藏於江戶與後來被稱為夢想權之助的高手比試，並獲得勝利。權之助因此前往寶滿山的竈門神社苦練，最後在夢中得到神明的啟示，放棄本來慣用的刀劍，改練杖術，並創立了神道夢想流杖術。另有權之助敗給武藏之後，向武藏拜師求藝的記載。也有傳說夢想權之助改練杖術、武功大進後，再次向武藏提出挑戰，並戰成平手。神道夢想流門人則流傳權之助再次挑戰武藏時，得到神明的幫助，擊敗了武藏。
武藏的事蹟中，最廣為人知的莫過於「巖流島決鬥」，也就是慶長17年在長門國（今本州山口縣下關市）的舟島（浮在關門海峽上的巖流島），與巖流的兵法家佐佐木小次郎對決的故事。儘管不知道這位巖流的兵法家是否真的姓「佐佐木」、名「小次郎」，隨著第三方記載的發現，至少這場決鬥的真實性和宮本武藏的勝利已經沒有甚麼疑義。然而除了宮本武藏曾於舟島，今巖流島，戰勝一名巖流的兵法家之外，其餘細節眾說紛紜，且充滿了謎團。首先，不論由武藏傳人的記述或旁人的記載來看，這一戰都名動一時，武藏自身的論著不知為何卻隻字不提。其次，不論決鬥的起因，武藏對手的姓、名、出身背景，決鬥的經過等等，各種資料頗有歧異。巖流的兵法家之死，也有被武藏一招擊殺，和武藏打倒對手後未下殺手、隨行的弟子卻在武藏要離去時擅自上前將對方殺死等不同記載。就連武藏使用的兵器也有數種說法：一把較尋常刀劍更為巨大的船槳型木刀、或者一把前端釘了釘子的木刀、或是普通型制的一長一短兩把木刀等等，共通點大概只有雖是約定真劍比武，武藏卻選用木刀即厚甸船槳與對手的真劍決鬥，拍中佐佐木頸部並獲致勝利，佐佐木因此不治。

### 客將時期
大坂之役（大坂冬之陣與大坂夏之陣）之中，宮本武藏以豐臣軍名分參戰的故事，實為稗官野史詄聞毫無根據之誤傳。實際上武藏是以水野勝成的客將以德川軍名義參陣之。與水野勝成的嫡長子勝重（又名水野勝俊）活躍的戰蹟，亦在數個歷史文獻中記載。
之後宮本武藏在姬路城主本多忠刻的交涉下，參與了明石的町割（都市計劃），以及姫路、明石等城寨、寺院的修築建設。根據《海上物語》，武藏也在這個時期和夢想權之助（神道夢想流祖師）在明石進行決鬥比試。
元和初年（1615年），宮本武藏收水野家臣中川志摩助的三男，中川三木之助為養子，並推薦三木之助出仕姬路城主本多忠刻。然而三木之助卻在寬永3年（1626年），為了本多忠刻亡故而殉死。於是武藏只好在三木之助死後，收播磨武士侍田原久光的次男伊織成為養子。宮本伊織後來出仕明石城城主小笠原忠真，在寛永8年（1631年）年僅20歲時便成為小笠原家的家老。
寬永15年（1638年），島原之亂爆發，小倉城主小笠原忠真與侍從伊織出陣鎮壓，武藏與忠真外甥中津城城主小笠原長次也參陣其中。從島原之亂後從武藏寄給延岡城主有馬直純的書信中，寫著「我不會再被石頭打到了」的記載看來，武藏有被當時島原一揆軍投石擊中而負傷。
在小倉寄宿中，武藏依忠真之命與著名的寶藏院流槍術高手高田又兵衛比武。又兵衛執竹槍，武藏持木刀，兩人交鋒三次，誰也沒能擊中對方，又兵衛卻主動認輸。據說又兵衛的理由是：槍比劍長，已佔了優勢，卻沒能取勝，等同落敗。另說兩人各擊中對方兩次，又兵衛卻以「武藏是故意被擊中的」為由認輸。

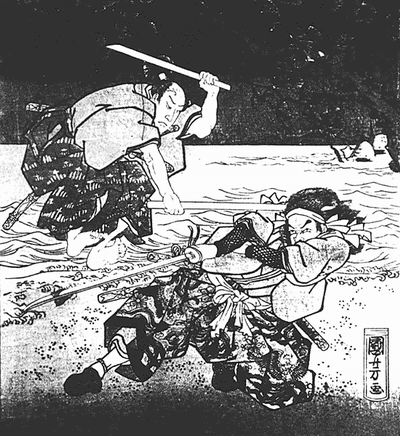
巖流島決鬥

### 島原之亂後
寬永17年（1640年），宮本武藏受熊本城城主細川忠利邀請移駐熊本城。門人7人每人分給18石共300石之俸祿，並在熊本城東部的千葉城武家一處房舍供居住之，武藏更破格可參予以往只有家老身分方可參予的獵鷹活動。細川忠利也邀請武藏和同樣客人身分的足利義輝的遺孤足利道鑑，3人依同前往山鹿溫泉。但隔年細川忠利猝死，其第二代藩主細川光尚同樣給予300石的待遇對待之。《武公傳》的武藏弟子士水（山本源五左衛門）記載：『士水傳紀錄：武公肥後的門弟、為首有太守長岡式部寄之、澤村宇右衛門，其他如御家中、御側、外樣、與陪臣、輕士共千餘人』入門武藏門下。在教授劍術兵法之餘，則以繪畫與製作工藝作品流傳至今。
寛永20年（1643年），宮本武藏登上九州肥後岩戶山（今熊本市附近），並閉居山下的靈岩洞，開始執筆撰寫『五輪書』。另外，在武藏死亡之前數日，武藏則把二書『獨行道』與『五輪書』合稱為「自誓書」並授與弟子寺尾孫之允。
正保2年5月19日（1645年6月13日），宮本武藏於千葉城的武士居所死亡。墓地葬熊本市弓削的武藏塚。北九州市手向山則有養子伊織立的『新免武藏玄信二天居士碑』，該碑文為伊織與武藏關係的最古老記錄，通稱「小倉碑文」。

## 劍術流派
宮本武藏雖然以二刀流聞名，然查其生平對敵的記載，並不拘泥於一刀或二刀，有時用真劍、有時卻選用木刀，體現了其著作《五輪書》中所言，不偏好或排斥某種武器，因時制宜、發揮所長以克敵制勝。《五輪書‧地之卷》又寫道，比起同時使用兩把刀，練習單手使刀更為重要，才能在各種情境下都運用自如。對此，押井守於其宮本武藏動畫評傳《宮本武蔵 -双剣に馳せる夢-》裡提出的見解是，武藏一生最大的志向為騎著馬、率領軍隊於戰場上建立功業，所以才特別重視適合騎馬作戰的單手刀法。
宮本武藏最初將自己的流派命名為「圓明流」，後來更名為「二刀一流」或「二天一流」，兩者混用，最後才定名為「二天一流」。武藏大半生漂泊，曾在許多地方授藝，「圓明流」和「二天一流」也各有傳承，延續至今。宮本並著作劍道名著五輪書，承襲至今世界

### 圓明流
早年宮本武蔵的父親新免無二隸屬於包含十手、二刀流等技法的當理流。武藏將其發展，並命名為圓明流。
圓明流時期的高徒：
- 青木条右衛門
- 石川左京
- 竹村與右衛門

### 二天一流
二天一流中所謂「二天」就是指「二天曬日」（《五方之太刀道序》）之意，指的是太陽和月亮：即陰與陽，也就是象徵對立的事物。世界一切都是由相對事物組成，由這些相對事物相互浸透而使所有事物發展統一，生新的事物。二刀的技法簡單的講就是統一左右兩手手上大小二刀的動作，由此達到戰勝對手這一目的。由這對立的二極昇華統一而發展這個事實，不單是劍術，甚至是「世界之理」（武藏書狀）
因此命名為「兵法二天一流」。

## 研究書
- （日語）
- （日語）
- （日語）
- （日語）

## 以宮本武藏為藍本的作品

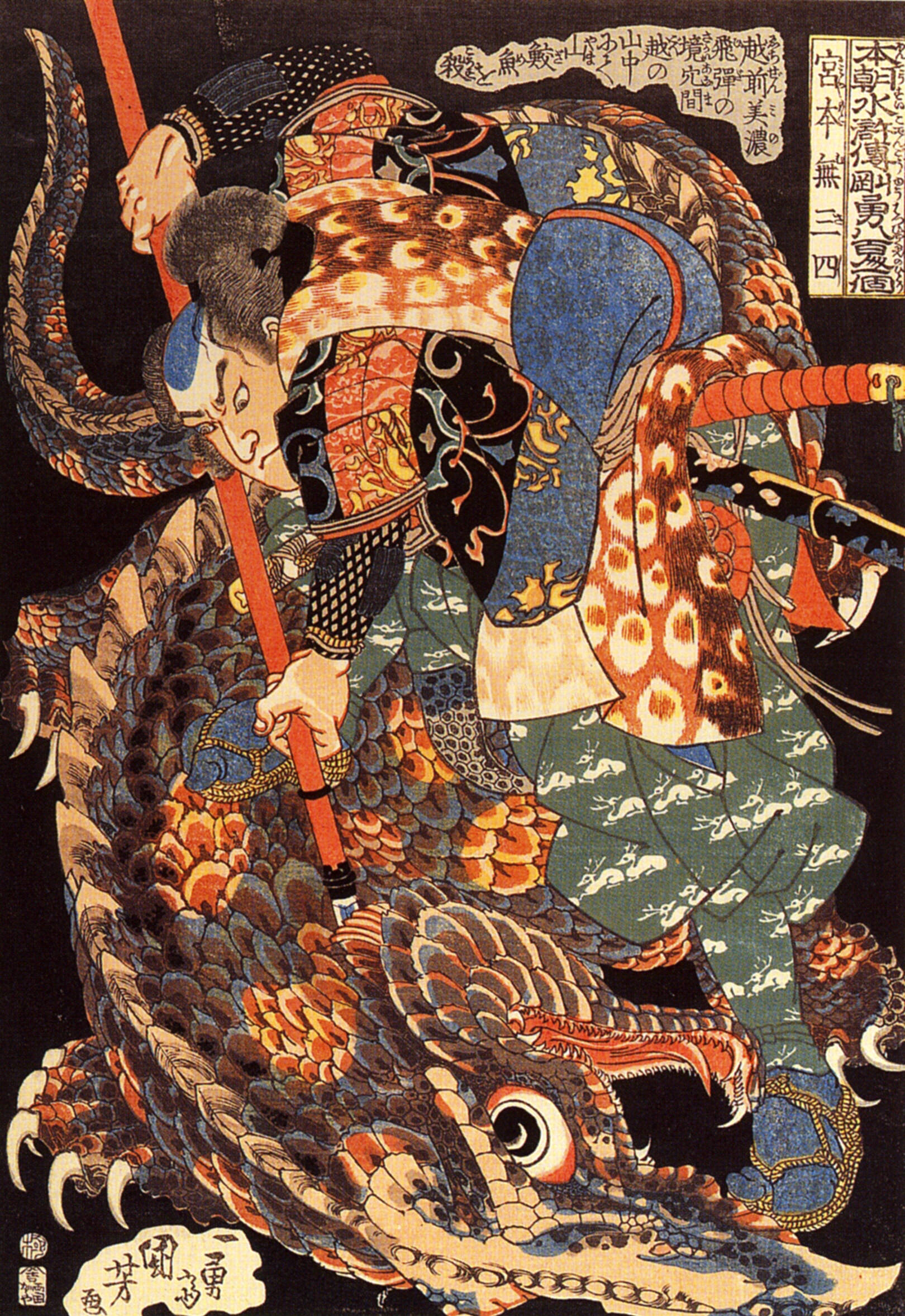
歌舞伎繪的宮本無三四

### 小說
- 宮本武藏（1935年–1939年、朝日新聞連載、吉川英治著）
- 佐佐木小次郎（1949年–1950年、朝日新聞連載、村上元三著）
- 武藏（1952年、山本周五郎著）
- 武藏後傳（それからの武蔵）（1952年–1957年、小山勝清著）
- 二個武藏（1956年–1957年、1968年改訂、五味康祐著）
- 真說宮本武藏（1962年、司馬遼太郎著）
- 宮本武藏（1967年、司馬遼太郎著）
- 魔界轉生(1967年、山田風太郎著）
- 決鬥者宮本武藏（1970年–1973年、柴田錬三郎著）
- 宮本武藏（1983年–1984年、津本陽著）
- 捨劍夢想權之助（1992年、佐江衆一著）
- 素浪人宮本武藏（1993年–1995年、峰隆一郎著）
- 宮本武藏的末世傳人(2011、天航著)
- 大帝之劍(1986–現在連載中、夢枕獏著）

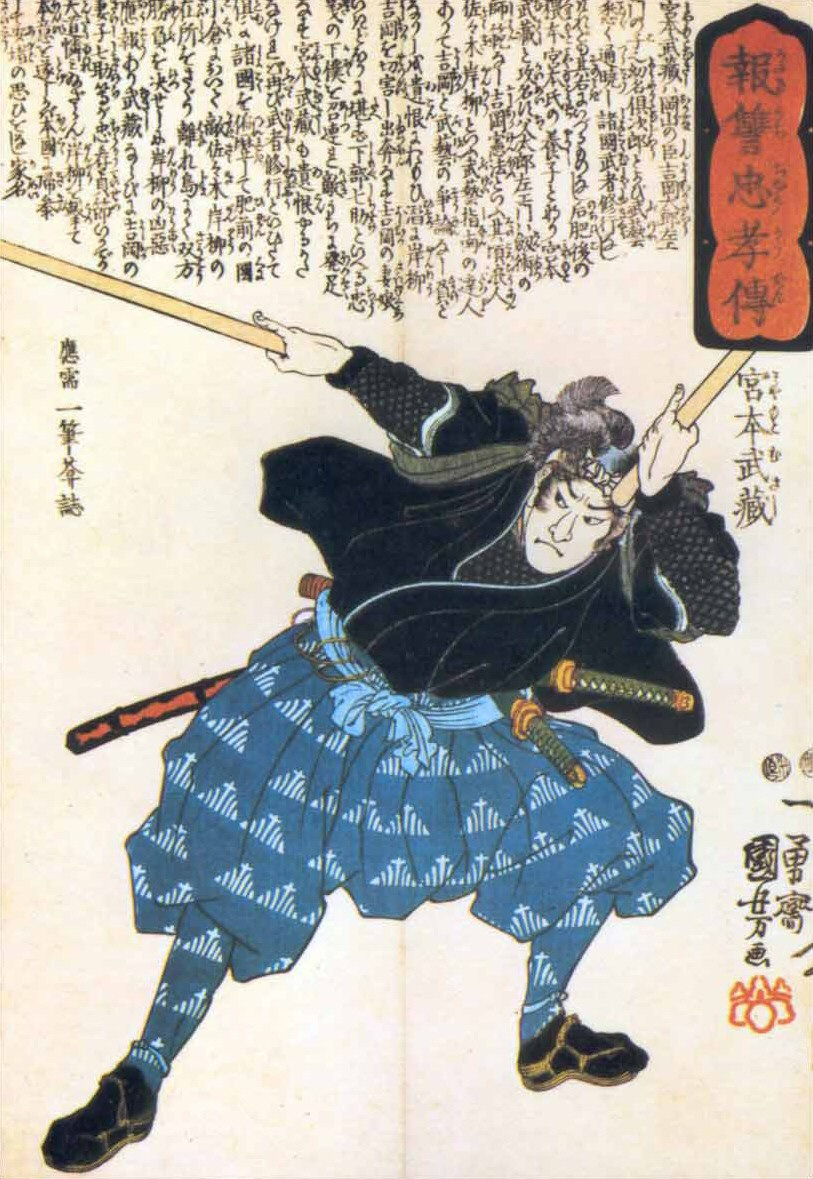
『報讎忠孝傳 宮本武藏』 歌川國芳畫

### 電影
- 宮本武藏　1929年、千惠プロ、導演:井上金太郎、武藏:片岡千惠藏
- 宮本武藏－地之卷　1936年、新興、原著：吉川英治、導演:瀧澤英輔、武藏:嵐寛壽郎
- 宮本武藏－地之卷　1937年、日活、原著：吉川英治、導演:稻垣浩、武藏:片岡千惠藏
- 宮本武藏－風之卷　1937年、東寶、原著：吉川英治、導演:石田民三、武藏:黑川彌太郎
- 宮本武藏－草分けの人々　1940年、日活、原著：吉川英治、導演:稻垣浩、武藏:片岡千惠藏
- 宮本武藏－榮達之門　1940年、日活、原著：吉川英治、導演:稻垣浩、武藏:片岡千惠藏
- 宮本武藏－劍心一路　1940年、日活、原著：吉川英治、導演:稻垣浩、武藏:片岡千惠藏
- 宮本武藏－一乘寺決鬥　1942年、日活、原著：吉川英治、導演:稻垣浩、武藏:片岡千惠藏
- 宮本武藏－決戰般若坂　1942年、大都、原著：吉川英治、導演:佐伯幸三、武藏:近衛十四郎
- 宮本武藏－二刀流開眼　1943年、大映、原著：吉川英治、導演:伊藤大輔、武藏:片岡千惠藏
- 宮本武藏－決鬥般若坂　1943年、大映、原著：吉川英治、導演:伊藤大輔、武藏:片岡千惠藏
- 宮本武藏　1944年、原著:菊池寛、導演:溝口健二、武藏:河原崎長十郎
- 武藏與小次郎　1952年、松竹、武藏：辰巳柳太郎
- 宮本武藏　1954年、東寶、導演:稻垣浩、原著：吉川英治、武藏：三船敏郎
- 宮本武藏 一乘寺決鬥　1955年、導演:稻垣浩、原著：吉川英治、武藏：三船敏郎
- 宮本武藏 決鬥巖流島　1956年、導演:稻垣浩、原著：吉川英治、武藏：三船敏郎
- 宮本武藏　1961年、東映、導演：內田吐夢、原著：吉川英治、武藏：中村錦之助（萬屋錦之介）
- 宮本武藏 般若坂之決鬥　1962年　東映、導演：内田吐夢、原著：吉川英治、武藏：中村錦之助
- 宮本武藏 二刀流開眼　1963年　東映、導演：内田吐夢、原著：吉川英治、武藏：中村錦之助
- 宮本武藏 一乘寺之決鬥　1964年　東映、導演：内田吐夢、原著：吉川英治、武藏：中村錦之助
- 宮本武藏 巖流島之決鬥　1965年　東映、導演：内田吐夢、原著：吉川英治、武藏：中村錦之助
- 佐佐木小次郎　1976年、武藏：仲代達矢
- 真劍勝負　1971年　東寶、導演：内田吐夢、原著：吉川英治、武藏：中村錦之助
- 宮本武藏　1973年、武藏：高橋英樹
- 魔界轉生　1981年、武藏：緒形拳
- 魔界轉生　1996年、武藏：宮内洋
- 巖流島 GANRYUJIMA　2003年、導演：千葉誠治、武藏：本木雅弘
- 荒神　導演：北村龍平、武藏：加藤雅也
- 魔界轉生　2006年、武藏：長塚京三
- 宮本武藏：雙劍飛馳之夢（動畫片）　2009年、波麗佳音、原作・腳本：押井守、導演：西久保瑞穂

### 電視劇
- 宮本武藏　1961年、富士電視台、武藏：丹波哲郎
- 從此以後的武藏　1964年-1965年、毎日放送、原著：小山勝清、武藏：月形龍之介
- 宮本武藏　1965年、日本電視台、武藏：北大路欣也
- 宮本武藏　1970年、NET、武藏：高橋幸治
- 宮本武藏　1975年、富士電視台、歌舞伎座テレビ映画部・関西テレビ製作、武藏：市川海老蔵(10代目)
- 從此以後的武藏　1981年1月2日、東京電視台12時間超ワイドドラマ、原著：小山勝清、 武藏：萬屋錦之介
- 宮本武藏　1984年、NHK新大型時代劇、原作：吉川英治 武藏：役所廣司
- 宮本武藏　1990年、東京電視台12時間超ワイドドラマ、原著：吉川英治、武藏：北大路欣也
- 巖流島　1992年、NHK、脚本：ジェームス三木、武藏：瀧田榮
- 德川劍豪傳－從此之後的武藏　1996年、東京電視台12時間超ワイドドラマ、原著：小山勝清、武藏：北大路欣也
- 宮本武藏 2001年1月2日、東京電視台新世紀ワイド時代劇、原著：吉川英治、武藏：上川隆也
- 武藏 MUSASHI　2003年、NHK大河劇、原著：吉川英治、武藏：市川新之助 (第七代)
- 柳生武藝帳　2010年、東京電視台新春ワイド時代劇、原著：五味康祐、武藏：宅麻伸
- 宮本武藏 2014年，朝日電視台。木村拓哉主演
- 宮本武藏 2018年HBO電視劇西部世界第二季將軍極樂園武士世界幕府時代。真田廣之飾演

### 動畫
- 少年宮本武藏淘氣二刀流
- 絡繰劍豪蝕MUSASHI LOAD
- MUSASHI GUN道
- 機甲武士劍
- 鬼武者

### 舞台劇
- 宮本武藏　2016年、劇道場 製作、原著:吉川英治、導演:余振球、主演:歐錦棠 、倉田保昭 [6]
- 巖流島　2023年　日本電視台企劃製作　導演：堤幸彥　編劇：マキノノゾミ　主演：橫濱流星、中村隼人 [7]

### 吹奏樂
- Overture“FIVE RINGS”（1984年、作曲：三枝成彰 『宮本武藏』NHK新大型時代劇片頭曲以及是主題曲。全日本吹奏樂大賽1985年度題目曲）
- MUSASHI（2002年9月11日、作曲： (Stephen Melillo) #906 STORMWORKS）

### 漫畫
- 宮本武藏（石之森章太郎）
- The 勝負!!（島本和彥）
- 浪人武藏（ムサシ）（原作：小池一夫 作畫：川崎伸）
- 浪客行（原作：吉川英治 作畫：井上雄彥）
- 陸奧圓明流外伝 修羅之刻 （作畫：川原正敏）
- YAIBA（作畫：青山剛昌）在該作品中，他是一名400歲的劍士。佐佐木小次郎及柳生十兵衛等歷史人物亦有登場。
- 山風短 第二幕 劍鬼喇嘛佛（原作：山田風太郎 作畫：瀨川雅樹）
- 刃牙道，在該作品中，他被現代的德川先生用複製人加上通靈武藏靈魂給復活在現代。 （板垣惠介） 德川先生曾說:「他進來的時候我已經被砍五刀了。」
- 磯部磯兵衛物語〜浮世はつらいよ〜, 在該作品中以靈魂的方式跟主角互動

### 遊戲
- 『王者荣耀』
- 『武藏傳』（SQUARE ENIX）
- 『武藏傳2』（SQUARE ENIX）
- 『無雙OROCHI』（光榮）
- 『無雙OROCHI 蛇魔再臨』（光榮）
- 『無雙OROCHI Z』（光榮）
- 『無雙OROCHI 2』（光榮）
- 『劍豪』系列（元氣）
- 『信長之野望』系列（光榮）
- 『太閤立志傳』系列（光榮）
- 『戰國BASARA2』（CAPCOM）
- 『鬼武者 無賴傳』（CAPCOM）
- 『THE 武士道 ～辻斬一代～』（D3發行）
- 『THE 合戰 關原』（D3發行）
- 『魔界轉生』（D3發行）反派角色
- 『神魔之塔』雙週副本 二刀武癡·宮本武藏
- 『惡代官2 妄想伝』（グローバル・A・エンタテイメント）反派角色
- 『月華劍士』（SNK）
- 『人中之龍 登場!』(又化名為桐生一馬之介)（SEGA）
- 『大富翁』（台灣大宇）以其形象創作人物，更名為「宮本寶藏」
- 戰國無雙系列（光榮，金子英彥配音）
  - 戰國無雙2（光榮）
  - 戰國無雙2 Empires（光榮）
  - 戰國無雙4（光榮）
- Fate/Grand Order，以與正確歷史不完全相同的女性劍士身分（來自異世界的武藏）登場，而在正確歷史下的男性武藏也仍存在，只不過並未擁有形象登場過。
- 千姬大亂鬥(戦国アスカ)
- Dragalia Lost~失落的龍絆~浪人劍士‧武藏
- 貓咪大戰爭為傳說稀有角色
- 仁王（光榮）為支線任務中需要主角拯救的腳色

### 其他
- 電台節目『宮本武蔵』（1961年～1963年 關東電台（今RF日本電台） 原作：吉川英治 音樂：福田蘭堂 朗顫：德川夢聲 1971年關東電台紀念唱片（100限エレック・レコード社）。2002年重擋
- 桃太郎百事可樂廣告 2014年 飯塚吉夫飾演
- 日本特攝《假面騎士Ghost》中為其中一個幽靈眼魂，二战日军名大舰武藏号即是，但在1944年10月与雷伊泰湾海战遭美军数枚鱼雷击沉

## 外部連結
- （日語）
- （日語）
- （日語）
- （日語）
- （日語）
- （日語）
- （中文）宮本武藏電子書（正體中文版本）